# Harjavalta
Harjavalta è una città finlandese di 6753 abitanti, situata nella regione del Satakunta.